# Ихшидиды
Ихшиди́ды (Икшиды, Акшиды, Ихшиды, Ихшидогуллары) — одна из тюркских династий, царствовавших в Египте и Леванте в период распада Аббасидского халифата.

## История династии
Родоначальник династии — ферганский тюрок Джуфф (умер в 861 году), служивший в наёмном войске халифа Аль-Мутасим Биллаха. Его сын Тугдж вошёл в милость у Хумаравейха, 2-го из Тулунидов (египетская тюркская династия, воцарившаяся в 868 году и владевшая также Сирией) и был назначен наместником Дамаска и Тивериады.
Сын Тугджа, Абу Бакр Мухаммед ибн Тугдж противостоял вторгнувшимся Фатимидам, после чего в 928 году получил от халифа Аль-Муктадира в управление город Рамла, а потом — Дамаск. В 935 году, при халифе Ар-Ради, он был наместником Египта, Сирии, Месопотамии и северо-восточных городов Хиджаза; в 939 году он получил титул «Ихшид» (соб. «Акшид» — «князь князей», титул ферганского повелителя Уструшаны, от которого Мухаммед себя производил). В 940 году халиф послал против заносчивого Ихшида войско. Перевес остался на стороне Ихшида, но тотчас же ему пришлось выдержать упорную борьбу с Сайфом ад-Даулой, представителем возвысившейся династии Хамданидов (воцарилась в 937 году в северной Сирии).
По миру 945 года Месопотамия и часть Сирии отошли к Хамданидам, а остальная часть Сирии — к Ихшидидам. В том же году Мухаммед умер, и регентом при его малолетнем сыне Абу-ль-Касиме Унуджуре стал чернокожий раб-евнух Абу-ль-Миск Кафур, талантливый полководец, искусный и коварный политик. В 961 году умер Унуджур, как подозревают, отравленный регентом. Та же участь постигла Али, его брата и преемника, когда он вздумал спорить с Кафуром в 966 году. После смерти Али владетелем Египта и части Сирии признавался халиф Мути, фактически управляемый Кафуром. Его раздоры с опекаемыми Ихшидидами подготовили почву для прихода династии Фатимидов, тем более, что они вели активную проповедь исмаилизма, в результате которой и сам регент перешёл в него. Вдобавок наступил голод, а карматы вторглись в Сирию.
После смерти Кафура в 968 году Фатимид аль-Муизз занял Египет почти без боя, а затем овладел Сирией. Сын Али — Абдул-Фаварис Ахмад ибн Али — правил с 969 года в остатках Ихшидидских владений; он умер в 987 году.

## Список султанов Египта из династии Ихшидидов
| № | Имя                                | Арабский                           | Годы правления | Источник |
| - | ---------------------------------- | ---------------------------------- | -------------- | -------- |
| 1 | Мухаммед ибн Тугдж аль-Ихшид       | محمد بن طغج الإخشيد                | 935—946        | [ 1 ]    |
| 2 | Абу-ль-Касим Унуджур ибн аль-Ихшид | أبو القاسم أنوجور بن الإخشيد       | 946—960/61     | [ 1 ]    |
| 3 | Абу-ль-Хасан Али ибн аль-Ихшид     | أبو الحسن علي بن الإخشيد           | 960/61—966     | [ 1 ]    |
| 4 | Абдул-Фаварис Ахмад ибн Али        | أبو الفوارس أحمد بن علي بن الإخشيد | 966, 968—969   | [ 1 ]    |